# Tillandsia bella
Tillandsia bella är en gräsväxtart som beskrevs av Strehl. Tillandsia bella ingår i släktet Tillandsia och familjen Bromeliaceae. Inga underarter finns listade i Catalogue of Life.